# Senecio crassiflorus
Senecio crassiflorus (Poir.) DC.  es una especie de planta fanerógama del género Senecio, dentro de la familia de las asteráceas, que se localiza en la región sur de Sudamérica: Argentina, Brasil, Paraguay, Uruguay.

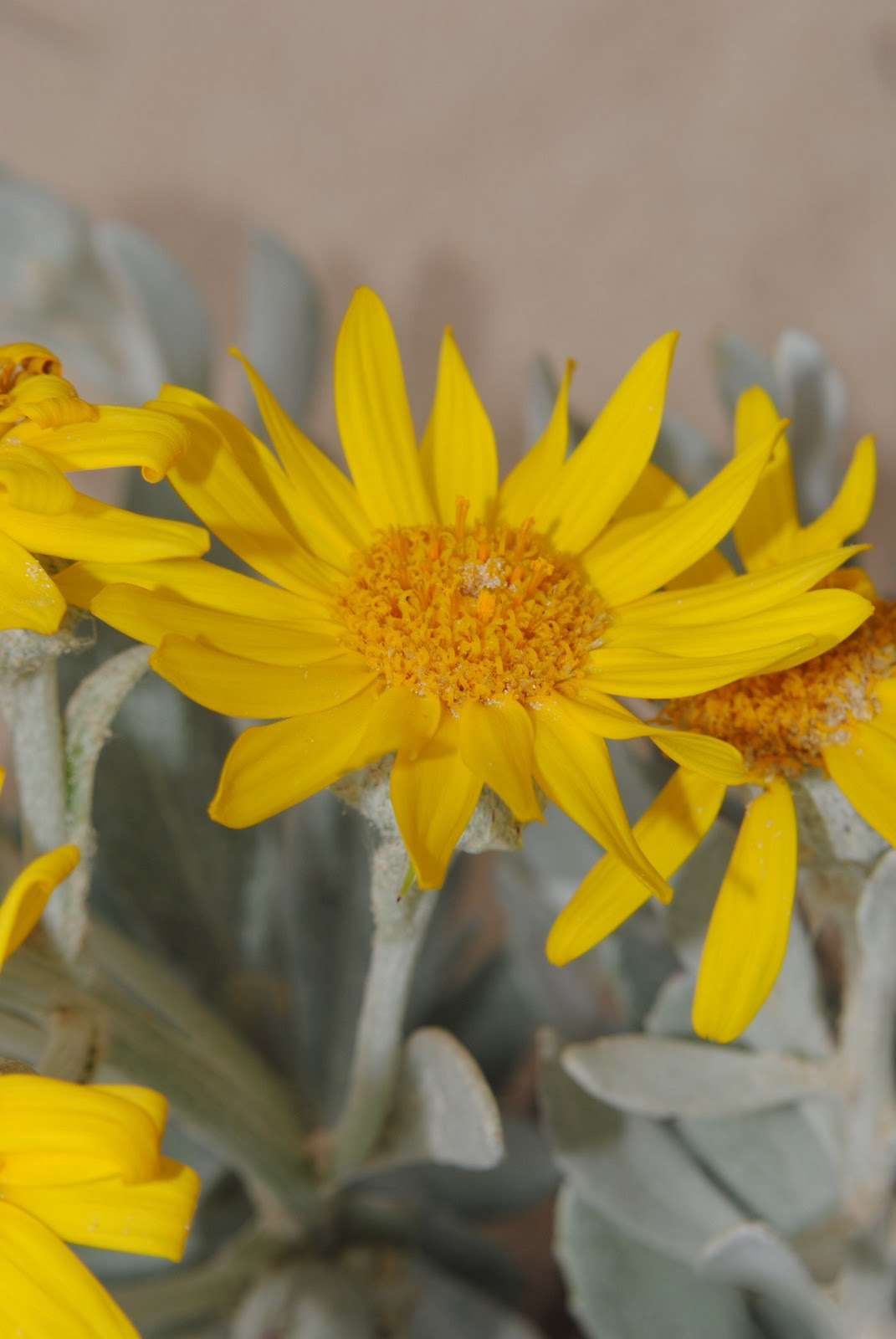
Flor

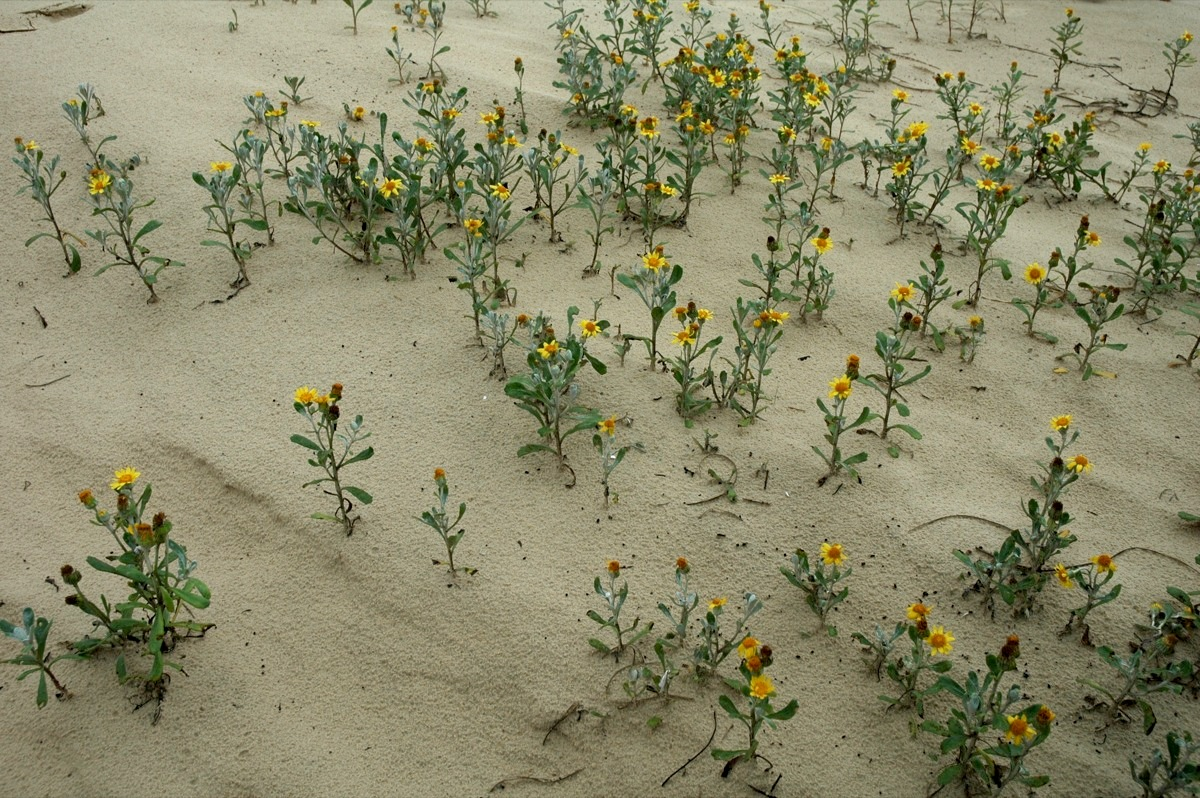
En su hábitat

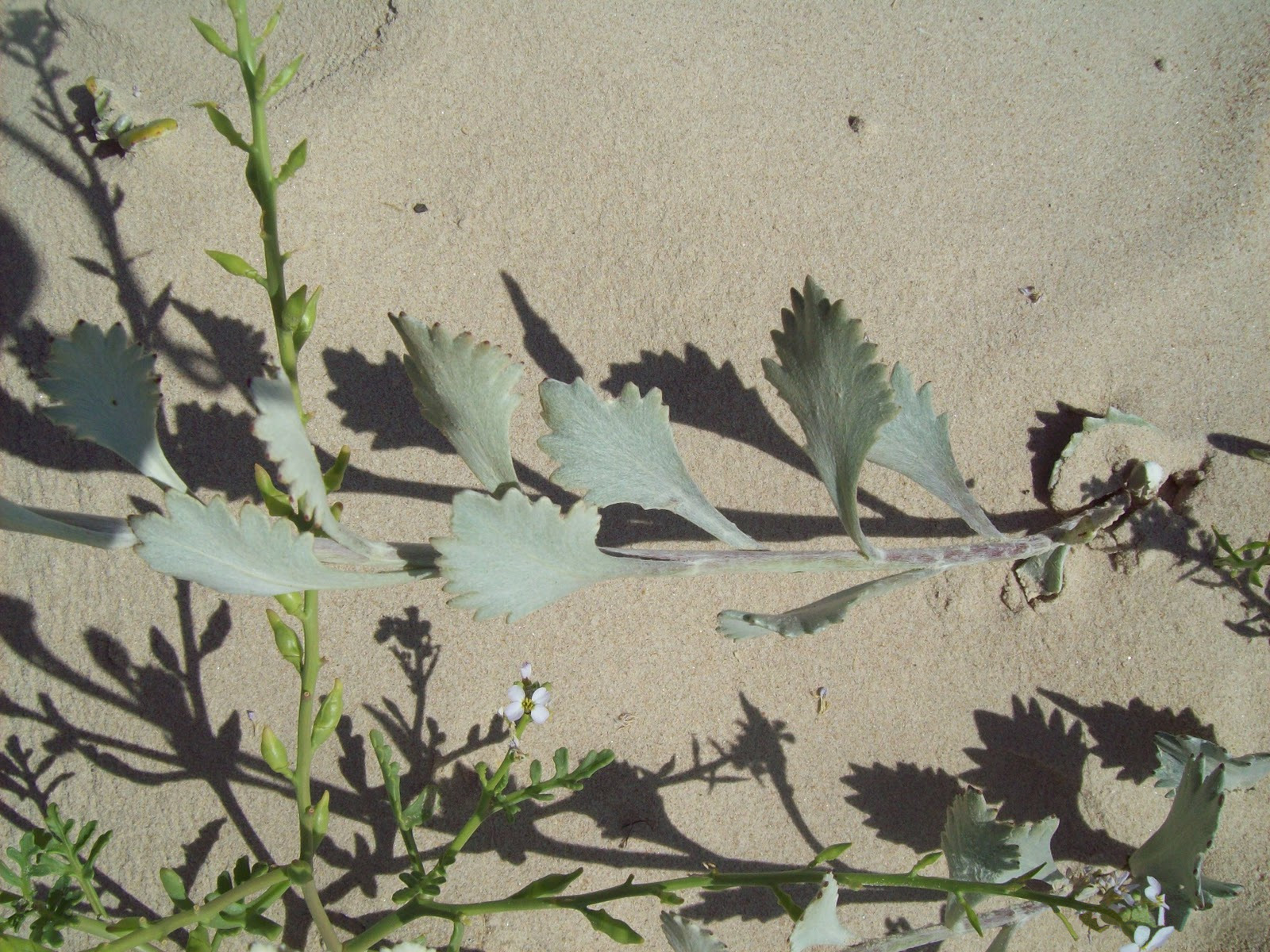
La planta sobre dunas

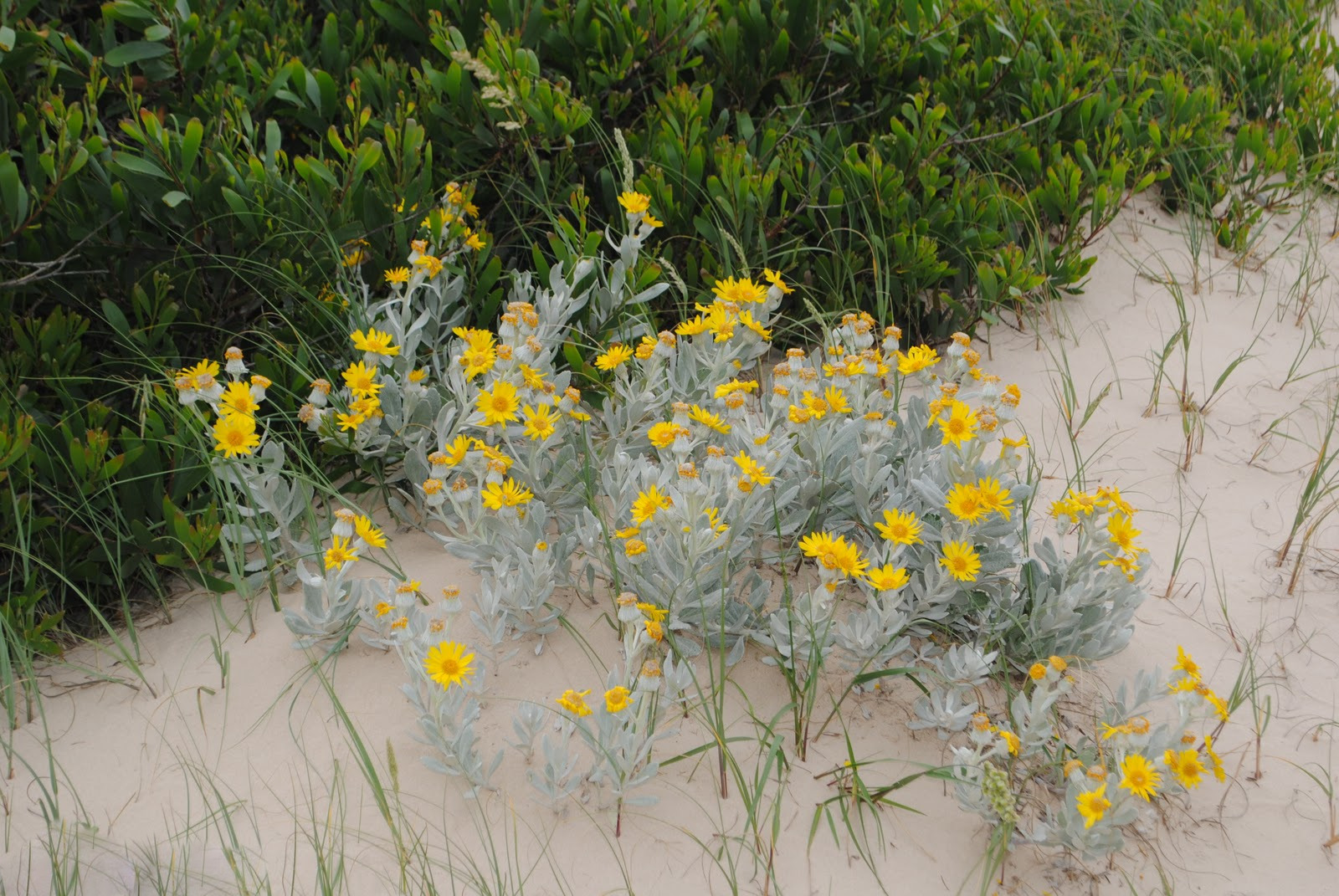
Vista de la planta en Río de la Plata

## Descripción
Senecio crassiflorus no es una hierba erguida, es plateada a blanco lanuda que alcanza los 20 a 50 centímetros  de altura y que tiende a "sentarse y descansar" en las dunas y las zonas costeras de arena donde habita. Las hojas tienen la forma de espátula redondeada, largas y estrechas, bases lineales con un amplio ápice redondeado y una base cónica. En su mayoría son de 4 a 8 centímetros de largo, 0,6  a 2 centímetros  de ancho. Los bordes son lisos o dentados hacia el ápice y ambas superficies lanudas. Las flores son grandes en forma de campana, con cabezas de flores de lana que aparecen solas o unos cuantas juntas, de 1  a 1,5 centímetros de diámetro. Los frutos con aquenios de 0,3 a 0,5 centímetros; vilano de 1,5 centímetros  de largo
Los informes sostienen que S. crassiflorus no produce semillas viables y se propaga asexualmente o a través de la reproducción vegetativa.

## Ecología
Se encuentra en comunidad de especies con: Ipomoea pes-caprae, Hydrocotyle bonariensis, Juncus acutus, Panicum sabulorum, Spartina ciliata, Hydrocotyle umbellata
Comunidades colombianas:  En un proyecto de teledetección para la evaluación ecológica rápida, S. crassiflorus se encontró en Colombia que habita dos áreas que fueron evaluadas.
- Una de inundación en la región costera propensa:

Acanthospermum australe, Acicarpha tribuloides, Ambrosia tenuifolia, Androtrichum trigynum, Azolla sp., Bacopa monnieri, Baccharis articulata, Cardionema ramosissima, Centella asiatica, Cephalanthus glabratus, Chenopodium retusum, Cuphea carthagenensis, Cynodon dactylon, Cyperus haspan, Cyperus virens, Enydra sessilis, Erechtites hieracifolia, Eryngium pandanifolium, Hedyotis salzmanii, Ischaemum minus, Juncus microcephalus, Nymphoides indica, Panicum racemosum, Paspalum nicorae, Petunia litoralis, Pluchea sagitalis, Polygonum punctatum, Pterocaulon sp., Ranunculus apiifolius,Sesbania punicea, Solanum platense,  Thelipteris interrupta, Xyris jupicai and Zizaniopsis bonariensis.
- Una zona de arena, cerca de un bosque:

Acanthospermun australe, Baccharis arenaria, Cynodon dactylon, Fragmites communis, Hydrocotyle bonariensis, Mikania micrantha, Myrcianthes cisplatensis, Oenothera sp., Passiflora caerulea, Polygonum sp., Salyx hunboldtiana, Sapium glandulosum, Schoenoplectus californicus, Sebastiania schottiana, Sesbania punicea, Theliptheris interrupta y Tillandsia aeranthos.

## Taxonomía
Senecio crassiflorus fue descrita por (Poir.) DC. y publicado en Prodromus Systematis Naturalis Regni Vegetabilis 6: 412. 1837[1838].
Etimología
Ver: Senecio
crassiflorus: epíteto latíno que significa "con gruesas flores".
Sinonimia
- Cineraria crassiflora Poir.[9]

## Nombres comunes
Margarita de dunas, margarita de la playa, senecio, boleo, senecio de flores amarillas, cineraria de las dunas